# Jorge Gutiérrez (animateur)
Pour les articles homonymes, voir Jorge Gutiérrez.
Jorge Rodolfo Gutiérrez Arvizu (né en 1975) est un animateur, peintre, écrivain, scénariste et réalisateur mexicain qui a créé la série télévisée animée plusieurs fois récompensée El Tigre : Les Aventures de Manny Riviera, ainsi que le film d'animation La Légende de Manolo nommé au Golden Globes.

## Biographie
Né à Mexico, il passe son enfance à Tijuana. À travers ses illustrations et ses films d'animation, il développe un style artistique très personnel qui représente son amour pour la culture mexicaine et son riche folklore. 
En 2014, Jorge R. Gutierrez réalise son premier long métrage d'animation : La Légende de Manolo. Il aura fallu pas moins de 14 ans de développement et d'attente pour que le projet voit le jour. C'est notamment grâce au réalisateur Guillermo Del Toro, devenu producteur du film, que Jorge R. Gutierrez réussit à convaincre le studio Reel FX du potentiel du film.
Il travaille actuellement à un projet de film d'animation avec le studio Reel FX intitulé : Kung Fu Space Opera.

## Filmographie

### Réalisateur
- 2007 à 2008 : El Tigre : Les Aventures de Manny Riviera
- 2014 : La Légende de Manolo (The Book of Life)
- [2021 Netflix ] Maya and the three (maya princesse guerriere )

### Scénariste
- 2014 : La Légende de Manolo (The Book of Life) avec Doug Langdale

## Distinctions

### Nominations
- Critics' Choice Movie Awards 2015 : meilleur film d'animation
- Golden Globes 2015 : meilleur film d'animation
- Satellite Awards 2015 : meilleur film d'animation